# 1998 DY4
1998 DY4 är en asteroid i huvudbältet som upptäcktes den 22 februari 1998 av NEAT vid Haleakalā-observatoriet.
Asteroiden har en diameter på ungefär 4 kilometer.